# Aleksandar Mitrović (nogometaš)
Aleksandar Mitrović (Smederevo, 16. rujna 1994.), srpski nogometaš koji nastupa za Al-Hilal i srbijansku nogometnu reprezentaciju. Igra na poziciji napadača. Rekorder je po broju golova za reprezentaciju Srbije. UEFA-ini izvjestitelji uvrstili su Mitrovića među deset najvećih europskih talenata mlađih od 19 godina. Svoj prvi seniorski reprezentativni pogodak Mitrović je u dobi od 18 godina postigao na Marakani 6. rujna 2013. godine protiv Hrvatske u utakmici kvalifikacija za SP 2014. U 66. min je nakon nabacivanja iz kuta glavom postigao izjednačujući pogodak i postavio konačan ishod 1:1.

## Karijera
Mitrović je rođen u Smederevu, odakle je s 11 godina došao u omladinsku školu Partizana. Prije prelaska u prvu momčad, svoj debi u seniorskom nogometu imao je u Partizanovoj podružnici zemunskom Teleoptiku, gdje je u sezoni 2011./12. odigrao 25 utakmica i postigao 7 pogodaka. Dana 27. lipnja 2012. godine je zajedno s još dva suigrača iz Teleoptika potpisao prvi profesionalni ugovor s Partizanom. Svoj debi u crno-bijelom dresu imao je u kvalifikacijama za Ligu prvaka protiv malteške Vallete, postigavši pogodak devet minuta nakon što je ušao u igru. 23. kolovoza 2012. goidine postigao je pogodak glavom na utakmici s norveškim Tromsom u doigravanju za ulazak u Europsku ligu. Tri dana kasnije postigao je svoj prvi pogodak u Superligi Srbije, u utakmici s Jagodinom. Također je u skupini Europske lige postigao pogodak protiv azerbajdžanskog Nefčija iz Bakua.

## Reprezentacija
S četiri postignuta pogotka Mitrović je bio najbolji strijelac srbijanske reprezentacije do 19 godina u kvalifikacijama za EP 2012. godine. Na prvoj utakmici EP-a u Litvi dobio je crveni karton zbog čega je morao propustiti ostale utakmice zbog suspenzije. Na kraju je Srbija uzela zlato na rečenom natjecanju. Izbornik reprezentacije do 21 godinu, Radovan Ćurčić, pozvao ga je za prijateljske utakmice s Nizozemskom i Bugarskom. Na utakmici s Bugarskom postigao je jedina dva pogotka. U svom trećem nastupu za seniorsku reprezentaciju postigao je prvi pogodak, na Marakani protiv Hrvatske.

### Pogodci za reprezentaciju
| #   | Datum               | Mjesto                                         | Protivnik   | Pogodak | Rezultat | Natjecanje                          |
| --- | ------------------- | ---------------------------------------------- | ----------- | ------- | -------- | ----------------------------------- |
| 1.  | 6. rujna 2013.      | Marakana, Beograd, Srbija                      | Hrvatska    | 1 : 0   | 1 : 1    | Kvalifikacije za SP 2014.           |
| 2.  | 7. rujna 2015.      | Nouveau Stade de Bordeaux, Bordeaux, Francuska | Francuska   | 1 : 2   | 1 : 2    | Prijateljska utakmica               |
| 3.  | 25. svibnja 2016.   | Gradski stadion Užice, Užice, Srbija           | Cipar       | 1 : 0   | 2 : 1    | Prijateljska utakmica               |
| 4.  | 5. lipnja 2016.     | Stade Louis II, Monako                         | Rusija      | 1 : 0   | 1 : 1    | Prijateljska utakmica               |
| 5.  | 9. listopada 2016.  | Marakana, Beograd, Srbija                      | Austrija    | 1 : 0   | 3 : 2    | Kvalifikacije za SP 2018.           |
| 6.  | 9. listopada 2016.  | Marakana, Beograd, Srbija                      | Austrija    | 2 : 1   | 3 : 2    | Kvalifikacije za SP 2018.           |
| 7.  | 12. studenog 2016.  | Cardiff City Stadium, Cardiff, Wales           | Wales       | 1 : 1   | 1 : 1    | Kvalifikacije za SP 2018.           |
| 8.  | 24. ožujka 2017.    | Boris Pačadze, Tbilisi, Gruzija                | Gruzija     | 1 : 2   | 1 : 3    | Kvalifikacije za SP 2018.           |
| 9.  | 11. lipnja 2017.    | Marakana, Beograd, Srbija                      | Wales       | 1 : 1   | 1 : 1    | Kvalifikacije za SP 2018.           |
| 10. | 2. rujna 2017.      | Stadion Partizana, Beograd, Srbija             | Moldavija   | 3 : 0   | 3 : 0    | Kvalifikacije za SP 2018.           |
| 11. | 10. studenog 2017.  | Tianhe Stadium, Guangzhou, Kina                | Kina        | 0 : 2   | 0 : 2    | Prijateljska utakmica               |
| 12. | 27. ožujka 2018.    | The Hive Stadium, London, Engleska             | Nigerija    | 1 : 0   | 2 : 0    | Prijateljska utakmica               |
| 13. | 27. ožujka 2018.    | The Hive Stadium, London, Engleska             | Nigerija    | 2 : 0   | 2 : 0    | Prijateljska utakmica               |
| 14. | 9. lipnja 2018.     | Stadion Liebenauer, Graz, Austrija             | Bolivija    | 1 : 0   | 5 : 0    | Prijateljska utakmica               |
| 15. | 9. lipnja 2018.     | Stadion Liebenauer, Graz, Austrija             | Bolivija    | 3 : 0   | 5 : 1    | Prijateljska utakmica               |
| 16. | 9. lipnja 2018.     | Stadion Liebenauer, Graz, Austrija             | Bolivija    | 5 : 1   | 5 : 1    | Prijateljska utakmica               |
| 17. | 22. lipnja 2018.    | Stadion Kalinjingrad, Kalinjingrad, Rusija     | Švicarska   | 1 : 0   | 1 : 2    | SP 2018.                            |
| 18. | 10. rujna 2018.     | Stadion Partizana, Beograd, Srbija             | Rumunjska   | 1 : 0   | 2 : 2    | UEFA Liga nacija 2018./19. – Liga C |
| 19. | 10. rujna 2018.     | Stadion Partizana, Beograd, Srbija             | Rumunjska   | 2 : 1   | 2 : 2    | UEFA Liga nacija 2018./19. – Liga C |
| 20. | 11. listopada 2018. | Stadion Pod Goricom, Podgorica, Crna Gora      | Crna Gora   | 0 : 1   | 0 : 2    | UEFA Liga nacija 2018./19. – Liga C |
| 21. | 11. listopada 2018. | Stadion Pod Goricom, Podgorica, Crna Gora      | Crna Gora   | 0 : 2   | 0 : 2    | UEFA Liga nacija 2018./19. – Liga C |
| 22. | 17. studenog 2018.  | Marakana, Beograd, Srbija                      | Crna Gora   | 2 : 0   | 2 : 0    | UEFA Liga nacija 2018./19. – Liga C |
| 23. | 20. studenog 2018.  | Stadion Partizana, Beograd, Srbija             | Litva       | 2 : 0   | 4 : 1    | UEFA Liga nacija 2018./19. – Liga C |
| 24. | 10. lipnja 2019.    | Marakana, Beograd, Srbija                      | Litva       | 1 : 0   | 4 : 1    | Kvalifikacije za EURO 2021.         |
| 25. | 10. lipnja 2019.    | Marakana, Beograd, Srbija                      | Litva       | 2 : 0   | 4 : 1    | Kvalifikacije za EURO 2021.         |
| 26. | 7. rujna 2019.      | Marakana, Beograd, Srbija                      | Portugal    | 2 : 3   | 2 : 4    | Kvalifikacije za EURO 2021.         |
| 27. | 10. rujna 2019.     | Stade Josy Barthel, Luxembourg, Luksemburg     | Luksemburg  | 0 : 1   | 1 : 3    | Kvalifikacije za EURO 2021.         |
| 28. | 10. rujna 2019.     | Stade Josy Barthel, Luxembourg, Luksemburg     | Luksemburg  | 1 : 3   | 1 : 3    | Kvalifikacije za EURO 2021.         |
| 29. | 10. listopada 2019. | Stadion Mladost, Kruševac, Srbija              | Paragvaj    | 1 : 0   | 1 : 0    | Prijateljska utakmica               |
| 30. | 14. listopada 2019. | LFF stadionas, Vilnius, Litva                  | Litva       | 0 : 1   | 1 : 2    | Kvalifikacije za EURO 2021.         |
| 31. | 14. listopada 2019. | LFF stadionas, Vilnius, Litva                  | Litva       | 0 : 2   | 1 : 2    | Kvalifikacije za EURO 2021.         |
| 32. | 14. studenog 2019.  | Marakana, Beograd, Srbija                      | Luksemburg  | 1 : 0   | 3 : 2    | Kvalifikacije za EURO 2021.         |
| 33. | 14. studenog 2019.  | Marakana, Beograd, Srbija                      | Luksemburg  | 2 : 0   | 3 : 2    | Kvalifikacije za EURO 2021.         |
| 34. | 17. studenog 2019.  | Marakana, Beograd, Srbija                      | Ukrajina    | 2 : 1   | 2 : 2    | Kvalifikacije za EURO 2021.         |
| 35. | 3. rujna 2020.      | VTB Arena, Moskva, Rusija                      | Rusija      | 2 : 1   | 3 : 1    | UEFA Liga nacija 2020./21. – Liga B |
| 36. | 14. listopada 2020. | Türk Telekom Arena, Istanbul, Turska           | Turska      | 0 : 2   | 2 : 2    | UEFA Liga nacija 2020./21. – Liga B |
| 37. | 24. ožujka 2021.    | Marakana, Beograd, Srbija                      | Irska       | 2 : 1   | 3 : 2    | Kvalifikacije za SP 2022.           |
| 38. | 24. ožujka 2021.    | Marakana, Beograd, Srbija                      | Irska       | 3 : 1   | 3 : 2    | Kvalifikacije za SP 2022.           |
| 39. | 27. ožujka 2021.    | Marakana, Beograd, Srbija                      | Portugal    | 1 : 2   | 2 : 2    | Kvalifikacije za SP 2022.           |
| 40. | 30. ožujka 2021.    | Olimpijski stadion u Bakuu, Baku, Azerbajdžan  | Azerbajdžan | 0 : 1   | 1 : 2    | Kvalifikacije za SP 2022.           |
| 41. | 30. ožujka 2021.    | Olimpijski stadion u Bakuu, Baku, Azerbajdžan  | Azerbajdžan | 1 : 2   | 1 : 2    | Kvalifikacije za SP 2022.           |
| 42. | 4. rujna 2021.      | Marakana, Beograd, Srbija                      | Luksemburg  | 1 : 0   | 4 : 1    | Kvalifikacije za SP 2022.           |
| 43. | 4. rujna 2021.      | Marakana, Beograd, Srbija                      | Luksemburg  | 2 : 0   | 4 : 1    | Kvalifikacije za SP 2022.           |
| 44. | 14. studenoga 2021. | Estádio da Luz, Lisabon, Portugal              | Portugal    | 1 : 2   | 1 : 2    | Kvalifikacije za SP 2022.           |

## Vanjske poveznice
- Profil na srbijafudbal.net  Arhivirana inačica izvorne stranice od 4. listopada 2013. (Wayback Machine)
- Aleksandar Mitrović na Topforward